# Randy Schneider
Randy Abogado Schneider (Schaffhausen, 27 de agosto de 2001) es un futbolista suizo, nacionalizado filipino, que juega como centrocampista ofensivo en el F. C. Winterthur de la Superliga de Suiza.
Aunque nació en Suiza, representa a Filipinas a nivel internacional.

## Trayectoria
Schneider comenzó su carrera en Suiza en las categorías inferiores del Beringen, el Schaffhausen y el Grasshoppers.

### Grasshoppers
En julio de 2019, Schneider fue ascendido al equipo sub-21 del Grasshoppers.
En julio de 2020, Schneider debutó con el equipo sénior del Grasshoppers en una victoria por 4-0 en casa contra el Lausana Ouchy.Schneider marcó su primer gol como profesional en una victoria por 2-1 en casa contra el Chiasso.

### F. C. Aarau
En septiembre de 2020, Schneider fue enviado cedido al F. C. Aarau, otro club de la Challenge League. Schneider debutó con el F. C. Aarau en la derrota por 1-3 en casa contra el F. C. Wil, sustituyendo a Elsad Zverotić en el minuto 67.
Tras una cesión de una temporada en el club, Schneider se incorporó al F. C. Aarau en un traspaso libre, firmando un contrato de dos años. En marzo de 2022, Schneider fue nombrado Jugador del Mes de febrero de 2022 de la Liga Suiza de Fútbol, imponiéndose a Yanick Brecher (F. C. Zürich), Kwadwo Duah (F. C. St. Gallen), Asumah Abubakar (F. C. Luzern) y Jordan Siebatcheu (Young Boys).

### St. Gallen
En junio de 2022, tras dos temporadas en el Aarau, Schneider fichó por el St. Gallen de la Superliga de Suiza por una cantidad no revelada. Firmó un contrato de tres años con el club.

### F. C. Winterthur
Schneider se incorporó al F. C. Winterthur el 13 de junio de 2023 con un contrato de tres años.

## Selección nacional
Nacido de padre suizo y madre filipina, Schneider es elegible para representar tanto a Suiza como a Filipinas a nivel internacional. En 2020, se informó de que Scott Cooper, seleccionador nacional de Filipinas, se había puesto en contacto con Schneider para que jugara con Filipinas. Obtuvo su pasaporte filipino a principios de 2025.

### Suiza
Schneider ha representado a Suiza en las categorías sub-16 a sub-20.

### Filipinas
El 10 de marzo de 2025, Schneider fue incluido en la convocatoria de 24 hombres de Filipinas para el partido de clasificación para la Copa Asiática 2027 contra Maldivas. Cuatro días más tarde, la FIFA aprobó su solicitud para cambiar su lealtad internacional a Filipinas. Debutó con Filipinas en la victoria por 4-1 contra Maldivas. Durante el partido, Schneider marcó un gol y dio una asistencia.

## Clubes
| Club                 | País  | Año           |
| -------------------- | ----- | ------------- |
| Grasshoppers         | Suiza | 2020-2021     |
| F. C. Aarau (Cedido) | Suiza | 2020-2021     |
| F. C. Aarau          | Suiza | 2021-2022     |
| F. C. St. Gallen     | Suiza | 2022-2023     |
| F. C. Winterthur     | Suiza | 2023-presente |